# Bryopolia
Bryopolia é um gênero de traça pertencente à família Arctiidae.